# 西夏区
西夏區，卽原银川新城区之新市區区块，2002年11月1日改为现名，是中華人民共和國寧夏回族自治區銀川市下轄的一個市辖区。面積共1129.3平方公里，区政府駐賀蘭山西路481號。

## 簡介
銀川市西夏區本為農業區，近年也發展工業。不過於創建重工業區同時，也大力持續發展奶牛養殖和糧食作物種植。另外，該區政府設於怀远东路，邮政编码則為750027。
西夏區因西夏王陵得名，實爲王陵區，與西夏故都興慶府（今興慶區）無關。

## 人口
根據第七次人口普查數據，截至2020年11月1日零時，西夏區常住人口為449559人。

## 行政区划
西夏区下辖7个街道办事处、2个镇：
西花园街道、北京西路街道、文昌路街道、朔方路街道、宁华路街道、贺兰山西路街道、怀远路街道、兴泾镇和镇北堡镇。

## 交通
- 110国道过境。